# Maison-tour Galartza

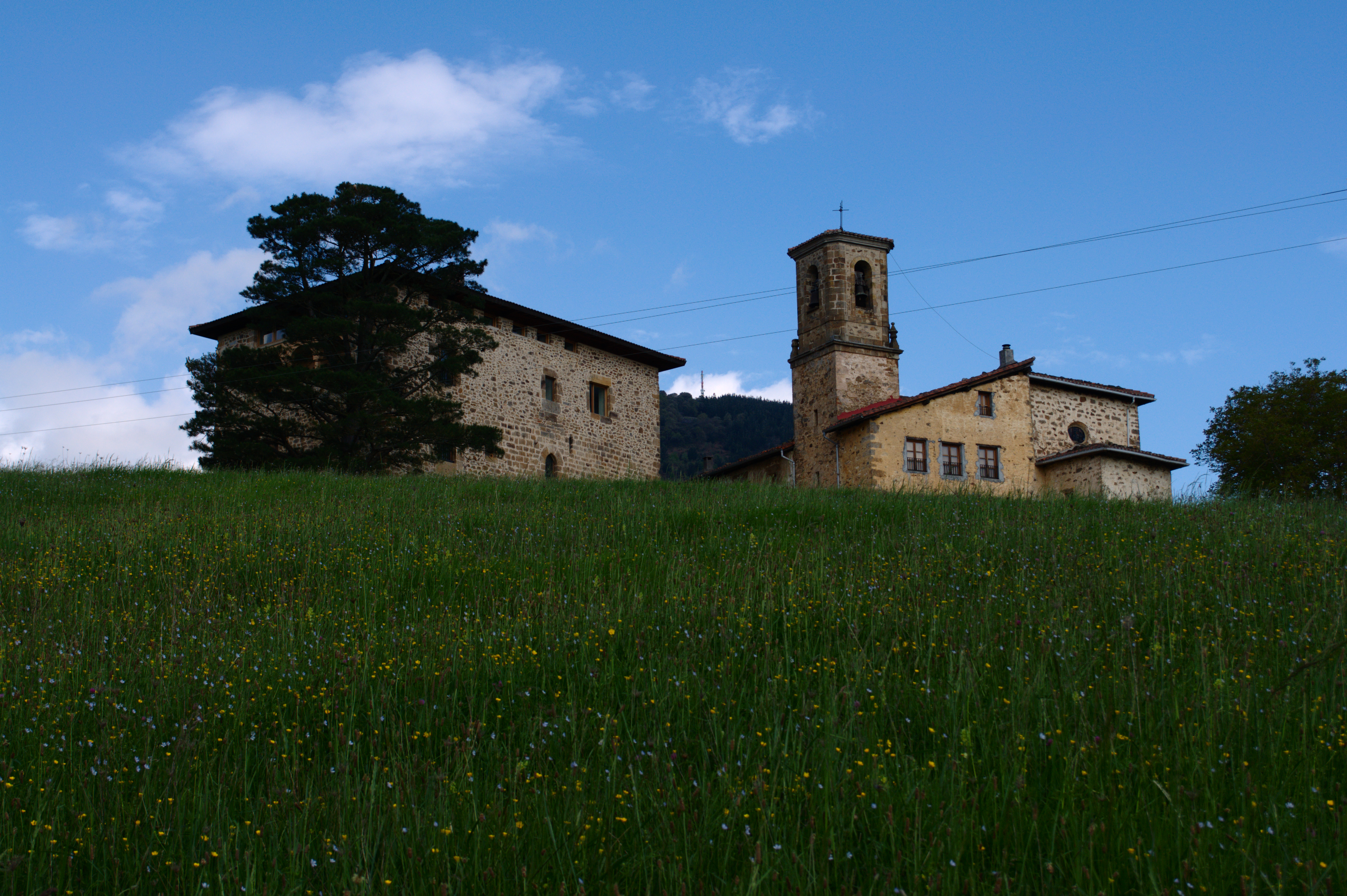
Galartza

La maison-tour Galartza d'Aretxabaleta dans la province de Guipuscoa en Pays basque (Espagne) est une construction exempte de caractère de défense dont l'origine remonte au Moyen Âge. Sa localisation sur les flancs du mont Murugain obéit au but stratégique de contrôle de la vallée de Lenitz, depuis sa position.
Bâtiment que l'on retrouve dans le type architectural de maison-tour, en conservant, malgré son état actuel de détérioration, les caractéristiques formelles qui lui sont propres.
C'est un bâtiment construit en maçonnerie et pierre de taille qui conservent des éléments constructifs d'intérêt artistique comme des orifices ogivaux, de fenêtres jumelles et de quelques étroitesses.